# Erik Niederlücke
Erik Niederlücke (* 25. April 1999 in Kassel) ist ein deutscher Volleyballspieler.

## Karriere
Niederlücke spielte in seiner Jugend beim SSC Vellmar, mit dem er mehrfach an deutschen Jugendmeisterschaften teilnahm. Mit der hessischen U17-Auswahl gewann er 2015 in Lohhof den Bundespokal Süd. Von 2015 bis 2018 war der Diagonalangreifer mit dem Volleyball-Internat Frankfurt in der 2. Bundesliga Nord bzw. Süd aktiv und spielte auch in der deutschen Junioren-Nationalmannschaft. 2018/19 spielte er mit dem VC Olympia Berlin in der 1. Bundesliga. Anschließend wechselte Niederlücke zum Zweitligisten Blue Volleys Gotha. Nach einem Auslandsjahr 2022/23 an der Michigan State University kehrte wieder nach Gotha zurück und wurde hier 2025 Meister der 2. Bundesliga Süd. Danach schloss sich Niederlücke dem Nord-Zweitligisten Kieler TV an.